# Windows NT 4.0
A Microsoft Windows NT Workstation 4.0 („Cairo”) a negyedik kiadása a Microsoft Corporation által létrehozott Windows NT termékcsaládnak. A terméket a Microsoft elsősorban a vállalati szegmensnek szánta, a két verziót – Windows NT Workstation (asztali) és a Windows NT Server 4.0 (kiszolgáló) – 1996. augusztus 24-én mutatta be a nagyközönségnek.
A negyedik Windows NT kiadással a Microsoft egy merőben új és modern, a Windows 95 operációs rendszerrel közel megegyező felületet vezetett be. Az SP3 javítócsomag után már használható volt az AGP csatoló felület, telepíthetővé vált az Internet Explorer 4.0 és a Windows Media Player. A Windows NT 4.0 az utolsó Microsoft Windows-kiadás, ami támogatta az Alpha, MIPS és PowerPC processzor architektúrát.

## Leírás
A Windows NT 4.0 a következőkben változott az előd Windows NT 3.51 verzióhoz képest:
- Új felület és menürendszer, amelyek a Windows 95-ben debütáltak.
- Megjelent a Windows Explorer (Windows intéző).
- Megjelent a Hálózati helyek.
- Megjelent a Telefon-API (TAPI) modem és fax alkalmazásokhoz.
- Megjelent a Distributed Component Object Model (DCOM).
- Megjelent a Windows NT Task-Manager.
- Megjelent a Component Object Model COM (bár maga a technológia 1993 óta használatban van, a Microsoft az NT 4 óta használja a COM megnevezést).
- Megjelent a Microsoft Message Queuing (MSMQ) ami javította a hálózati kommunikációt.
- Megjelent a helyi menü (jobb egérgomb).
- Megjelent az Microsoft Management Console (MMC).
- NetWare 4 támogatás.
- Előtelepített Internet Explorer 2.0.
- Microsoft Windows DirectX. Igaz, az első verziók csak az SP3 javító csomag telepítése után, de a Microsoft 1997 közepétől már csak olyan kiadást szállított amely már alapkivitelben tartalmazta. Az SP6a javító csomag telepítése után DirectX 6.0 verzió telepíthető volt így futtathatóvá vált a Windows 95 játékok jelentős része.
- Bevezetésre került az NTFS (New Technology File System) második verziója, ami már támogatta az adat-hozzáférési jogosultságokat és fejlettebb adattömörítési eljárást alkalmazott.
- 3D flipper, ami változtatás nélkül minden NT verzióba bekerült a Windows XP verzióig.

## Futtató környezet
A munkaállomás (kliens) támogatja az Intel x86 és RISC, Alpha és PowerPC architektúrát egyaránt. A rendszer felépítése mikro-kernel alapú ami támogatja a maximum 2 processzort, és a 2 GB virtuális memóriát. Futtathatóvá teszi a 16 bites és 32 bites alkalmazásokat.
| Minimális rendszer követelmény     | Minimális rendszer követelmény | Minimális rendszer követelmény | Minimális rendszer követelmény | Ajánlott rendszer követelmény |
|                                    | Intel x86                      | RISC                           | Alpha                          | Intel x86                     |
| ---------------------------------- | ------------------------------ | ------------------------------ | ------------------------------ | ----------------------------- |
| Processzor                         | Intel 486 DX 25 MHz            | R4000                          | Alpha AXP                      | Intel Pentium 133 MHz         |
| Memória                            | 16 MB                          | 16 MB                          | 16 MB                          | 32 MB                         |
| Videókártya                        | VGA                            | VGA                            | VGA                            | SVGA                          |
| Szabad lemezterület a merevlemezen | 110 MB                         | 120 MB                         | 120 MB                         | 500 MB (NTFS esetén)          |
| CD-ROM                             | IDE, EIDE, SCSI                | SCSI                           | SCSI                           | IDE, EIDE, SCSI               |

PowerPC architektúra esetében, IBM RS/6000.

## Javítócsomagok
| Javítócsomag           | Kiadás dátuma       |
| ---------------------- | ------------------- |
| Alap NT 4.0 kiadás     | 1996. augusztus 24. |
| Service Pack 1 (SP1)   | 1996. október 16.   |
| Service Pack 2 (SP2)   | 1996. december 14.  |
| Service Pack 3 (SP3)   | 1997. május 15.     |
| Service Pack 4 (SP4)   | 1998. október 15.   |
| Service Pack 5 (SP5)   | 1999. május 4.      |
| Service Pack 6 (SP6)   | 1999. november 22.  |
| Service Pack 6a (SP6a) | 1999. november 30.  |

## Lásd még
- A Microsoft Windows története
- MS-DOS
- Kék halál
- IBM
- Grafikus felhasználói felület
- Operációs rendszerek listája
- Szoftver
- Többfeladatos